# اللغة الكورية
لغة كورية (بالكورية:한국어 والنطق: Hangugeo أو 조선말 والنطق: Chosŏnmal) هي اللغة المُستخدمة في شبه الجزيرة الكورية، وهي لغة رسمية في كل من الكوريتين كوريا الشمالية وكوريا الجنوبية. ونجد في كوريا الجنوبية يطلق على اللغة الكورية (Hangugeo) بينما في كل من كوريا الشمالية وأقاليم يانبيان الصيني يطلق عليها (Chosŏnmal)، أما في آسيا الوسطى ومنها كازاخستان فإن الأشخاص الذين ينتمون إلى كوريو (باللغة الكورية: 고려 والنطق: Koryo)، وهو اسم إحدى الممالك الكورية قديمًا، فهم يطلقون على اللغة الكورية (Koryomal).
هناك خلاف حول تصنيف اللغة الكورية حيث أن هناك فئة من علماء اللغات يصنفونها على أنها لغة معزولة بينما أخرون يصنفونها ضمن اللغات الألطية ولكن الأغلبية لا يفعلون ذلك  ومنذ القرن التاسع عشر نظرًا لما شهدته كوريا والدول المحيطة بها من تغير اجتماعي وسياسي، أصبحت اللغة الكورية هي اللغة التي يستخدمها كل ذو الأصول الكورية في كلًا من الصين (خاصة إقليم «يانبيان»)، اليابان، روسيا (خاصة أقليمي سخالين وبريمورسكي كراي)، اوزباكستان، كازخستان، أمريكا وكندا وغيرهم. حاولت الإمبراطورية اليابانية أثناء الاحتلال الياباني لكوريا، اتباع سياسة محو الهوية الكورية. ويبلغ عدد متحدثين اللغة الكورية حول العالم حوالي 78 مليون نسمة.

## تصنيف اللغة الكورية
طبقًا للدرسات اللغوية ودراسات علم الأعراق البشرية، فقد صنف معظم العلماء اللغة الكورية كلغة معزولة بلا نسب معين ولكن أقلية صنفوها في مجموعة اللغات الألطية.

## الأبجدية الكورية

### نشأة الابجدية الكورية

كلمة "هانغول" مكتوبة بنظام الهامغول (اللغة الكورية)

كانت اللغة الكورية تعتمد في الكتابة على الحروف الصينية وكان النبلاء والمتعلمون فقط هم من أتقنوا تعلم الحروف الصينية. ونظرًا لما واجهه عامة الشعب الكوري من صعوبة تعلم الحروف الصينية. قام الملك سى جونغ خلال القرن الخامس عشر باختراع الحروف الكورية، وهي المعروفة باسم (한글) وتنطق بالعربية (الهانغول أو هانقول) وبالإنجليزية (hangul). وفي محاولاته لاختراع نظام كتابة اللغة الكورية، بحث عن بعض أنظمة الكتابة المعروفة في ذلك العصر، بما فيها الحروف الصينية القديمة والحروف الويغورية والحروف المنغولية.
وتوصل الملك سى جونغ ومجموعة العلماء إلى نظام يعتمد على علم الصوتيات، وقاموا بتطوير نظرية التقسيم الثلاثي للمقطع اللفظي، أي نقطة أولى ونقطة وسطى ونقطة نهائية، ويختلف هذا النظام الكوري عن نظام اللغة الصينية القديمة المعتمد على نظرية التقسيم الثنائي للمقطع اللفظي.

### أصوات الأبجدية الكورية
وتتكون أبجدية اللغة الكورية من 14 صامت و10 صوائت، وتتحد معًا هذه الأحرف لتشكيل المقاطع لتكوين الكلمات والجمل.

#### الصوامت

صوامت اللغة الكورية

تتكون من 14 حرفًا، وينشق منهم خمس صوامت مركبة، وهي شبيهة بالحرف المُشدد في اللغة العربية، أو ال Double-letter في الإنجليزية. ولكل حرف اسم مُنفصل عن طريقة النطق في المقاطع اللفظية مثل الأبجدية العربية فحرف «أ» يُسمى ألف وحرف «ب» يسمى باء، أما في أثناء النطق للفظ فيعتمد النطق للحرف على ما قبله من حروف أو حركات. فمثلًا الحرف الصامت ㄱ في اللغة الكورية يسمى 기역 (النطق: kiyŏk) بينما في المقطع يختلف نطقه حسب ما يليه من أحرف وعما إذا كان في أول المقطع أو آخره.
وهذا الجدول يوضح صوامت اللغة الكورية، والرمز اللاتيني وما يماثلها في الألفبائية الصوتية الدولية. والصوامت الخمس المركبة هي التي تظهر غليظة في الجدول.
| هانغول               | ㅂ | ㄷ | ㅈ | ㄱ | ㅍ | ㅌ | ㅊ  | ㅋ | ㅅ | ㅎ | ㅁ | ㄴ | ㅇ | ㄹ   | ㅃ | ㄸ | ㅉ | ㄲ | ㅆ |
| الرمز اللاتيني       | b  | d  | j  | g  | p  | t  | ch  | k  | s  | h  | m  | n  | ng | r, l | pp | tt | jj | kk | ss |
| ألفبائية صوتية دولية | p  | t  | t͡ɕ | k  | pʰ | tʰ | t͡ɕʰ | kʰ | s  | h  | m  | n  | ŋ  | ɾ, l | p͈  | t͈  | t͡ɕ͈ | k͈  | s͈  |

#### الصوتيات

الصوائت الأساسية في اللغة الكورية

الصوتيات الأساسية للغة الكورية 10 صوتيات. وينشق منهم أحرف مركبة أو مضعفة.
هذا الجدول يوضح صوتيات اللغة الكورية، والرمز اللاتيني وما يماثلها في الألفبائية الصوتية الدولية.
| هانغول               | ㅏ | ㅑ | ㅓ | ㅕ  | ㅗ | ㅛ | ㅜ | ㅠ | ㅣ | ㅡ | ㅔ | ㅐ | ㅖ | ㅒ  | ㅚ | ㅟ | ㅞ | ㅙ  | ㅘ | ㅝ | ㅢ |
| الرمز اللاتيني       | a  | ya | eo | yeo | o  | yo | u  | yu | i  | eu | e  | ae | ye | yae | oe | wi | we | wae | wa | wo | ui |
| ألفبائية صوتية دولية | a  | ja | ʌ  | jʌ  | o  | jo | u  | ju | i  | ɯ  | e  | ɛ  | je | jɛ  | ø  | ɥi | we | wɛ  | wa | wʌ | ɰi |

#### خصائص بعض الحروف

##### حرف /ㅇ/
حرف /ㅇ/ لا صوت له إذا أتى في أول الكلمة أو إذا كان المقطع الذي يسبقهُ ليس مقطع ثلاثي (أي لا ينتهي بحرف صامت). مثال: كلمة 아시야 (بمعنى «آسيا» "Asia") وتنطق بالكورية مثل الإنجليزية، فنجد أن الكلمة بدأت بمقطع "아" ونقطة بدايته الحرف الصامت -ㅇ- لكنه لم يُنطق بينما نطقنا الحرف الصائت -ㅏ-، ثم في نهاية الكلمة نجد المقطع -야- ينطق فقط الحرف الصائت -ㅑ-.
أما إذا كان حرف -ㅇ- يسبقه مقطع ثلاثي (أي ينتهي بصامت)، فننطق الحرف الأخير في المقطع السابق كبداية للمقطع الذي يبدأ بالحرف -ㅇ-. مثال: كلمة 간잎 المقطع الأول 간 ثلاثي ونقطة النهاية هو صوت -ㄴ- ثم يبدأ المقطع الثاني بصوت -ㅇ- لذا عند النطق نقوم بتحريك نقطة النهاية في المقطع الأول لتصبح نقطة بداية المقطع الثاني، فتنطق 가닙 -سيتم شرح تحويل صوت ㅍ إلى ㅂ فيما سيأتي-.

##### نطق نقطة النهاية للمقطع الثلاثي التقسيم
جميع الصوامت التي تأتي في نقطة نهاية المقطع، عند النطق تتحول إلى إحدى الصوامت السبع التالية فقط وهي: (ㄱ, ㄴ, ㄷ, ㄹ, ㅁ, ㅂ, ㅇ)، تُسمى هذه الصوامت السبع في اللغة الكورية "대표자음" أي الحروف الممثلة للصوامت.
وهذا الجدول للتوضيح.
| الحروف الممثلة للصوامت | الصوامت التي تأتي في نقطة نهاية المقطع | الصوت | مثال                         |
| ---------------------- | -------------------------------------- | ----- | ---------------------------- |
| ㄱ                     | ㄱ,ㅋ, ㄲ                              | k     | 부엌, 각, 갂다               |
| ㄴ                     | ㄴ                                     | n     | 눈                           |
| ㄷ                     | ㄷ, ㅅ, ㅈ, ㅊ, ㅌ, ㅎ, ㅆ             | t     | 낟, 낫, 낮, 낯, 낱, 낳, 있따 |
| ㄹ                     | ㄹ                                     | l     | 쌀                           |
| ㅁ                     | ㅁ                                     | m     | 봄                           |
| ㅂ                     | ㅂ, ㅍ                                 | p     | 입, 잎                       |
| ㅇ                     | ㅇ                                     | ng    | 영                           |

وقد يختلف هذا وفقاً لبداية المقطع الذي يليه.

## مفردات اللغة الكورية
تنقسم مفردات اللغة الكورية إلى (مفردات كورية الأصل، مفرادات صينية الأصل - باللغة الكورية 한자어 وتنطق بالإنجليزية هانجا وتعني Sino-Korean vocabulary أي المُفردات الصينية التي أُدرجت في اللغة الكورية بنطق كوري-، مُفردات أجنبية -باللغة الكورية 외래어- وهو ما يعني بالعربية «اللفظ الدخيل»، أي هي المُفردات التي أُدخلت على للغة الكورية بنفس النطق في لُغتها الأصلية وتكتب بالحروف الكورية.
وأكثر ما يُميز المفردات الكورية الأصل من حيث النطق هي أنها لا تبدأ بصوت ال /ㄹ/ (ر، ل - r,l)، وهذه إحدى خصائص لغات ألطية. ويتبع هذا النظام في كوريا الجنوبية، ويتحول صوت ال ㄹ إلى صوت ال ㅇ في النطق والكتابة. ولكن نجد أن كوريا الشمالية لا تلتزم هذا النمط وتبدأ بعض مفرداتها بصوت ال ㄹ وتكتبه في بداية اللفظة.
أما بالنسبة لنسبة المفردات الصينية الأصل (Sino-Korean vocabulary) في اللغة الكورية فهو محط جدل. يقول الكاتب «شون هو-مين» عام (2001) أن المفردات الصينية الأصل في اللغة الكورية ما بين 50-60%، ثُم في عام (2006، ص 5) أعطى نسبة أعلى وهي 65%. بينما «جونج جيه-دو» -أحد واضعي قاموس Urimal Keun Sajeon (القاموس الكبير للغتنا)، يقول أن نسبة المفردات الصينية الأصل ليست كبيرة. أشار إلى أن القواميس الكورية وضعت أثناء الاحتلال الياباني واحتوت على العديد من المفردات الصينية الأصل غير المُستخدمة. وفي تقديره نسبة المفردات الكورية الأصل تصل إلى حوالي 70%.
ونجد أن الأعداد في اللغة الكورية تعتمد على نظامين أحدهم محلي كوري الأصل والآخر صيني الأصل.
وأيضاً استعارت اللغة الكورية بعض المفردات من اللغة المنغولية واللغة التاميلية ولغات أخرى. والعكس صحيح، فقد أُدخلت بعض المفردات الكورية إلى لغات أخرى، خاصة لهجة Tsushima اليابانية.
أما الألفاظ الدخيلة (외래어) على اللغة الكورية، تُمثل المفردات الإنجليزية نسبة 90% منها. وكذلك أدخل إلى اللغة الكورية بعض ألفاظ الفرنسية، الألمانية، الإسبانية، البرتغالية والهولندية.

## نظام ترتيب الجملة في اللغة الكورية
ترتيب الجُملة في اللغة الكورية يختلفُ عن العربية والإنجليزية، حيث يبدأ بالفاعل ثم المفعول به ثم الفعل.
S + O + V
مثال في اللغة العربية: أكل محمد التفاحة.
في اللغة الكورية: محمد التفاحة أكل.

## نظام الكتابة

صفحة من نسخة الكتابة الكورية. الصف المكتوب بالهانغول هو الصف الثالث من اليسار. وهذه الصورة توضح شكل الكتابة قديمًا

كانت اللغة الكورية تعتمد في بداية الأمر على نظام الكتابة الصينية. ولكن بعد أن وضع الملك (سي جونغ) الأبجدية الكورية عام 1446 م، أصبح الكورييون يستخدمون الهانغول في الكتابة. ولا زالت المدارس في كوريا الجنوبية تقوم بتعليم 1,800 حرف صيني، ولكن كوريا الشمالية لم تعد تستخدم النظام الصيني نهائيًا.
ويتبع الكوريون حديثًا نظام ترك مسافات بين الكلمات وهو النظام الذي لا يوجد في الصينية أو اليابانية. وعلامات الترقيم في اللغة الكورية تُتطابق تلك الموجودة في اللغات الغربية. وكان الكورييون يكتبون في أعمدة من أعلى إلى أسفل، ومن اليمين إلى اليسار، ولكن الآن يكتبون في صفوف، من اليسار إلى اليمين، من أعلى إلى أسفل.

## تقسيم الكلمات
تنقسم الكلمات في اللغة الكورية إلى تسعة أفرع وهي: الأسماء، الضمائر، الأعداد، الأفعال التي تدلُ على الحركة، الأفعال التي تصف شيء أو حالة (النعت)، الظرف، كلمات تدل على التعجب، وعلامات الإعراب.

## اللهجات

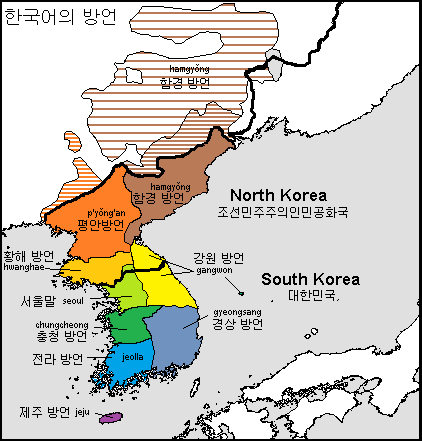
اللهجات الكورية

تنقسم لهجات اللغة الكورية إلى  لهجة سول مُنتشرة في عاصمة كوريا الجنوبية (وتعرف أيضاً بلهجة كيونج كى)، لهجة يونج دو، لهجة بيون جان (لهجة أهل الشمال الغربي من كوريا وهي المنطقة التي تقرب من الصين)، لهجة تشونج شيونج، لهجة تشولا (لهجة أهل الجنوب الغربي)، لهجة كيونج سان (لهجة أهل الجنوب الشرقي)، لهجة جيجو (جزيرة جيجو الكورية)، لهجة هامجيه يونج (لهجة أهل الشمال الشرقي)، لهجة كوريو الصين (هي لهجة الشاوكسيان في الصين)، لهجة كوريو اليابان (الشاوكسيان في اليابان). وعدا لهجة جيجو فإن اختلاف اللهجات لا يشكل صُعوبة في الفهم بين الكوريين. واللهجة الفصيحة في كوريا الجنوبية هي لهجة سول، أما في كوريا الشمالية فاللهجة الفصيحة هي لهجة بيونغ يانغ عاصمة كوريا الشمالية.

## بعض الأختلافات في اللغة بين الكوريتين
توجد بعض الاختلافات في اللغة الكورية ما بين الكوريتين. وذلك من حيث:

### النطق
يختلف نُطق بعض المفردات الكورية بين الكوريتين، رغم الاتفاق في المعنى والتهجية. والجدول التالي سيوضح بعض الكلمات التي تختلف في النطق وطريقة نطقها بالرمز اللاتيني وكيف تُكتب هذه الكلمات بالهانغول وفقًا لنطقها في كل من الكوريتين.
| الكلمة | المعنى      | النطق                     | النطق                            | النطق                     | النطق                            |
| الكلمة | المعنى      | النطق بالرمز اللاتيني/MR) | كوريا الشمالية (النطق بالهانغول) | النطق بالرمز اللاتيني/MR) | كوريا الجنوبية (النطق بالهانغول) |
| ------ | ----------- | ------------------------- | -------------------------------- | ------------------------- | -------------------------------- |
| 읽고   | يقرأ        | ilko)ilko)                | 일코                             | ilkko (ilkko)             | 일꼬                             |
| 압록강 | نهر يالو    | (amrokgang (amrokkang     | 암록깡                           | amnokkang(amnokkang)      | 암녹깡                           |
| 독립   | استقلال     | dongrip (tongrip)         | 동립                             | dongnip (tongnip)         | 동닙                             |
| 관념   | فكرة/ احساس | gwallyeom (kwallyŏm)      | 괄렴                             | gwannyeom (kwannyŏm)      | 관념                             |

### التهجية
تتفق بعض الكلمات في الكوريتين في المعنى والنطق ولكنها تختلف في التهجية. وهذا الجدول يوضح المُفردات التي تختلف في التهجية ويوضح نطقها بالرمز اللاتيني ومعناها وبعض الملاحظات.
| الكلمة                    | الكلمة                    | المعنى            | النطق بالرمز اللاتيني (RR/MR) | ملاحظات |
| التهجية في كوريا الشمالية | التهجية في كوريا الجنوبية | المعنى            | النطق بالرمز اللاتيني (RR/MR) | ملاحظات |
| ------------------------- | ------------------------- | ----------------- | ----------------------------- | --- |
| 해빛                      | 햇빛                      | شروق الشمس        | haeppit (haepit)              | The "sai siot" ('ㅅ' used for indicating sound change) is almost never written out in the North. |
| 못읽다                    | 못 읽다                   | لا يستطيع القراءة | modikda (modikta)             | المسافة |
| 한나산                    | 한라산                    | جبل هاللا         | hallasan (hallasan)           | عند التقاء ㄴ-ㄴ يتم نطقهما "ll"، وتحتفظ لغة الشمال بتهجية الهانغول الأصلى، ولكنها تتغير في لغة الجنوب لتصبح ㄴ-ㄹ. |
| 규률                      | 규율                      | القوانين          | gyuyul (kyuyul)               | عندما تكون تهجية الكلمة في الأصل الصينى "렬" أو "률" ويسبقها حرف صائت، فالحرف ㄹ الذي يأتي في نقطة بداية المقطع الثاني لا تنطق في لغة الشمال مما يجعل النطق مطابق للغة الجنوب التي يتم فيها حذف الحرف من تهجية الكلمة. |

### النطق والتهجية
هُناك بعض الكلمات تختلفُ في نُطقها وتهجيتها بين الكوريتين مع الاتفاق في المعنى. الجدول التالي يوضح أمثلة لهذه الكلمات في لغة الشمال ولغة الجنوب والنطق لكل منها وبعض الملاحظات.
| الكلمة            | الكلمة          | الكلمة            | الكلمة          | المعنى       | ملاحظات                                                     |
| التهجية في الشمال | النطق في الشمال | التهجية في الجنوب | النطق في الجنوب | المعنى       | ملاحظات                                                     |
| ----------------- | --------------- | ----------------- | --------------- | ------------ | ----------------------------------------------------------- |
| 로동              | rodong (rodong) | 노동              | nodong (nodong) | عمل          | يتحول حرف r إلى حرف n إذا لم يليه حرف i أو y في لغة الجنوب. |
| 라지오            | rajio (rajio)   | 라디오            | radio (radio)   | راديو/ مذياع |                                                             |
| 안해              | anhae (anhae)   | 아내              | anae (anae)     | زوجة         |                                                             |

وبصفة عامة، فعند نسج أسماء الأماكن، فإن كويا الشمالية تذهب لاستخدام النطق وفقًا للغة الأصلية. بينما كوريا الجنوبية تذهب لاستخدام النطق وفقًا للغة الأنجليزية. وهذا الجدول للتوضيح:
| الاسم الأصلي | ترجمة كوريا الشمالية | ترجمة كوريا الشمالية          | الاسم وفقاً للإنجليزية | ترجمة كوريا الجنوبية | ترجمة كوريا الجنوبية      | الاسم في العربية |
| الاسم الأصلي | التهجية              | النطق                         | الاسم وفقاً للإنجليزية | التهجية              | النطق                     | الاسم في العربية |
| ------------ | -------------------- | ----------------------------- | --------------------- | -------------------- | ------------------------- | ---------------- |
| København    | 쾨뻰하븐             | koeppenhabeun (k'oeppenhabŭn) | كوبنهاغن              | 코펜하겐             | kopenhagen (k'op'enhagen) | كوبنهاغن         |
| al-Qāhirah   | 까히라               | kkahira (kkahira)             | القاهرة               | 카이로               | kairo (k'airo)            | القاهرة          |

### المفردات
تختلفُ بعض المُفردات بين الكوريتين.
| الكلمة            | الكلمة                       | الكلمة            | الكلمة                | المعنى        | ملاحظات                                             |
| التهجية في الشمال | النطق في الشمال              | التهجية في الجنوب | النطق في الجنوب       | المعنى        | ملاحظات                                             |
| ----------------- | ---------------------------- | ----------------- | --------------------- | ------------- | --------------------------------------------------- |
| 문화주택          | munhwajutaek (munhwajut'aek) | 아파트            | apateu (ap'at'ŭ)      | شقة           | في الشمال يتم استخدام لفظة 아빠트 (appateu/appat'ŭ) |
| 조선말            | joseonmal (chosŏnmal)        | 한국어            | han-gugeo (han'gugeo) | اللغة الكورية |                                                     |